# Chris Merritt
Chris Merritt (Oklahoma City, 27 septembre 1952) est un ténor américain, spécialiste du répertoire de l'opéra italien de la première moitié du XIXe siècle.

## Biographie
Il étudie le piano dès ses huit ans (avec Viola Knigh), la danse (avec Jewel Grigsby), le chant (avec Florence Gillam Birdwell) et le théâtre à l'Université d'Oklahoma City, où il apparaît pour la première fois dans Les contes d'Hoffmann de Jacques Offenbach. Les débuts officiels ont lieu en 1975 au Santa Fe Opera dans Falstaff de Giuseppe Verdi.
En 1978, il se produit à Salzbourg, dans L'italienne à Alger et en 1981, après avoir joué au Metropolitan Opera de New York, il obtient un rôle dans Les puritains de Vincenzo Bellini, dont l'interprétation le mène à une notoriété internationale.
Suivent ses débuts au Carnegie Hall dans Tancredi (avec Marilyn Horne) en 1983, puis il chante au Royal Opera House de Londres dans La dame du lac de Rossini, en 1985 et à l'Opéra de San Francisco dans Mahomet II, en 1988. La même année, il fait ses débuts à La Scala avec Guillaume Tell, dirigé par Riccardo Muti. À Milan, toujours sous la direction de Muti, il chante l'année suivante dans Les vêpres siciliennes et La dame du lac.
Dans les années 1990, il apparaît dans le rôle d'Idreno dans Semiramide au Metropolitan (30 novembre 1990), suivit par Les puritains, aux côtés d'Edita Gruberova, sous la direction de Richard Bonynge. Il est également présent au Rossini Opera Festival de Pesaro. En 2006, il joue la première américaine à l'Opéra de Santa Fe, de The Tempest de Thomas Adès.
Sa voix extrêmement étendue, en plus de la technique d'émission féroce et l'agilité, ont fait un des plus remarquables parmi les nombreux ténor interprètes du « Rossini sérieux » du siècle dernier. En particulier, les puissants registre grave et l'émission des aigus, lui ont permis de jouer, comme on peut le déduire à partir des textes de l'histoire de l'opéra la voix, la voix de l'ancien ténor de l'opéra seria, sur le modèle de Andrea Nozzari et Domenico Donzelli.

## Répertoire
| Rôle                             | Titre                                          | Compositeur         |
| -------------------------------- | ---------------------------------------------- | ------------------- |
| Alonso                           | The Tempest                                    | Adès                |
| Pollione                         | Norma                                          | Bellini             |
| Arturo Talbo                     | I puritani                                     | Bellini             |
| Capitano                         | Wozzeck                                        | Berg                |
| Benvenuto Cellini                | Benvenuto Cellini                              | Berlioz             |
| Énée                             | Les Troyens                                    | Berlioz             |
| Governor                         | Candide                                        | Bernstein           |
| Mephistofeles                    | Doktor Faust                                   | Busoni              |
| Julien                           | Louise                                         | Charpentier         |
| Federico                         | Emilia di Liverpool                            | Donizetti           |
| Colonnello Villars               | L'eremitaggio di Liverpool                     | Donizetti           |
| Riccardo Percy                   | Anna Bolena                                    | Donizetti           |
| Nemorino                         | L'elisir d'amore                               | Donizetti           |
| Edgardo Ravenswood               | Lucia di Lammermoor                            | Donizetti           |
| Il Principe                      | Rusalka                                        | Dvořák              |
| Bogdan Sobinin                   | Una vita per lo Zar                            | Glinka              |
| Admeto                           | Alceste                                        | Gluck               |
| Faust                            | Faust                                          | Gounod              |
| Éleazar                          | La Juive                                       | Halévy              |
| Lilaque                          | Boulevard Solitude                             | Henze               |
| Clemente                         | Venus und Adonis                               | Henze               |
| Tichon Kabanov                   | Kát'a Kabanová                                 | Janáček             |
| Peter                            | Le grand macabre                               | Ligeti              |
| Rodrigue                         | Le Cid                                         | Massenet            |
| Lebbroso                         | Saint Francoise d'Assise                       | Messiaen            |
| Robert                           | Robert le Diable                               | Meyerbeer           |
| Raoul de Nangis                  | Les Huguenots                                  | Meyerbeer           |
| Idomeneo                         | Idomeneo Re di Creta                           | Mozart              |
| Ferrando                         | Così fan tutte                                 | Mozart              |
| Tamino                           | Die Zauberflote                                | Mozart              |
| Tito                             | La clemenza di Tito                            | Mozart              |
| Shujsky                          | Boris Godunov                                  | Modeste Moussorgski |
| Il fuggitivo                     | Intolleranza 1960                              | Nono                |
| Imperatore Altoum                | Turandot                                       | Puccini             |
| Sigurd                           | Sigurd                                         | Reyer               |
| Argirio                          | Tancredi                                       | Rossini             |
| Lindoro                          | L'Italiana in Algeri                           | Rossini             |
| Leicester                        | Elisabetta, regina d'Inghilterra               | Rossini             |
| Iago Otello                      | Otello                                         | Rossini             |
| Don Ramiro                       | La Cenerentola                                 | Rossini             |
| Rinaldo                          | Armida                                         | Rossini             |
| Oreste Pirro                     | Ermione                                        | Rossini             |
| Uberto di Snowdon Rodrigo di Dhu | La donna del lago                              | Rossini             |
| Contareno                        | Bianca e Falliero                              | Rossini             |
| Paolo Erisso                     | Maometto II                                    | Rossini             |
| Antenore                         | Zelmira                                        | Rossini             |
| Idreno                           | Semiramide                                     | Rossini             |
| Conte di Libenskof               | Il viaggio a Reims                             | Rossini             |
| Aménophis                        | Moïse et Pharaon                               | Rossini             |
| Arnoldo                          | Guglielmo Tell                                 | Rossini             |
| Aron                             | Moses und Aron                                 | Schönberg           |
| Herodes                          | Salome                                         | Richard Strauss     |
| Aegisth                          | Elektra                                        | Strauss             |
| Bacchus                          | Ariadne auf Naxos                              | Strauss             |
| Manrico                          | Il trovatore                                   | Verdi               |
| Arrigo                           | I vespri siciliani                             | Verdi               |
| Dottor Cajus                     | Falstaff                                       | Verdi               |
| Loge                             | Das Rheingold                                  | Wagner              |
| Hüon di Bordeaux                 | Oberon                                         | Weber               |
| Fatty der Prokurist              | Grandeur et décadence de la ville de Mahagonny | Weill               |

## Discographie
- La Juive, en direct de Vienne, 1981, avec Cesare Siepi, José Carreras, Ilona Tokodi, Sonia Ghazarian, dir. Gerd Albrecht - Legato Classics
- I puritani, en direct de Bari 1986, avec Katia Ricciarelli, Juan Luque Carmona, Roberto Scandiuzzi, dir. Gabriele Ferro - Cetra
- Hermione, avec Cecilia Gasdia, Margarita Zimmermann, Ernesto Palacio, Simone Alaimo, dir. Claudio Scimone - Erato 1986
- Emilia di Liverpool, avec Yvonne Kenry, Geoffey le dolton, Sesto Bruscantini, Anne Mason, dir. David Parry - Opera Rara 1986
- Bianca e Falliero, avec Katia Ricciarelli, Marilyn Horne, Giorgio Surjan, dir. Donato Renzetti - Sony/Fonit Cetra 1986
- Guillaume Tell (DVD), concert La Scala  1988, avec Giorgio Zancanaro, Cheryl Studer, Luigi Roni, dir. Riccardo Muti - Philips
- Zelmira, avec Cecilia Gasdia, William Matteuzzi, José Garcia, dir. Claudio Scimone - Erato 1989
- Les vêpres siciliennes, avec Cheryl Studer, Giorgio Zancanaro, Ferruccio Furlanetto, dir. Riccardo Muti - EMI 1989
- Une vie pour le Tsar, avec B. Martinovich, A. Pendatchanska, S. Troczyska, dir. Emil Chakarov - Sony Classical 1990
- Armida, avec Cecilia Gasdia, B. Ford, William Matteuzzi Ferruccio Furlanetto, dir. Claudio Scimone - Kock 1990
- La donna del lago, en direct de La Scala, 1992, avec June Anderson, Martine Dupuy, Rockwell Blake , et Giorgio Surjan dir. Riccardo Muti - Philips/Decca
- Moïse et Aaron, avec D. Pittman-Jennigs, dir. Pierre Boulez - DG 1995